# Щукнаволок
Щукна́волок (карел. Hauginiemi) — деревня в составе Ведлозерского сельского поселения Пряжинского национального района Республики Карелия.

## Общие сведения
Расположена на восточном берегу озера Ведлозеро. Находится южнее деревни Ведлозеро.
Этимология
Карельское название деревни «Hauginiemi» произошло от карельских слов «haugi» (щука) и «niemi» (мыс).

## Население
| 2002 | 2010 | 2013 |
| ---- | ---- | ---- |
| 9    | ↘5   | ↘4   |